# Colony of Connecticut

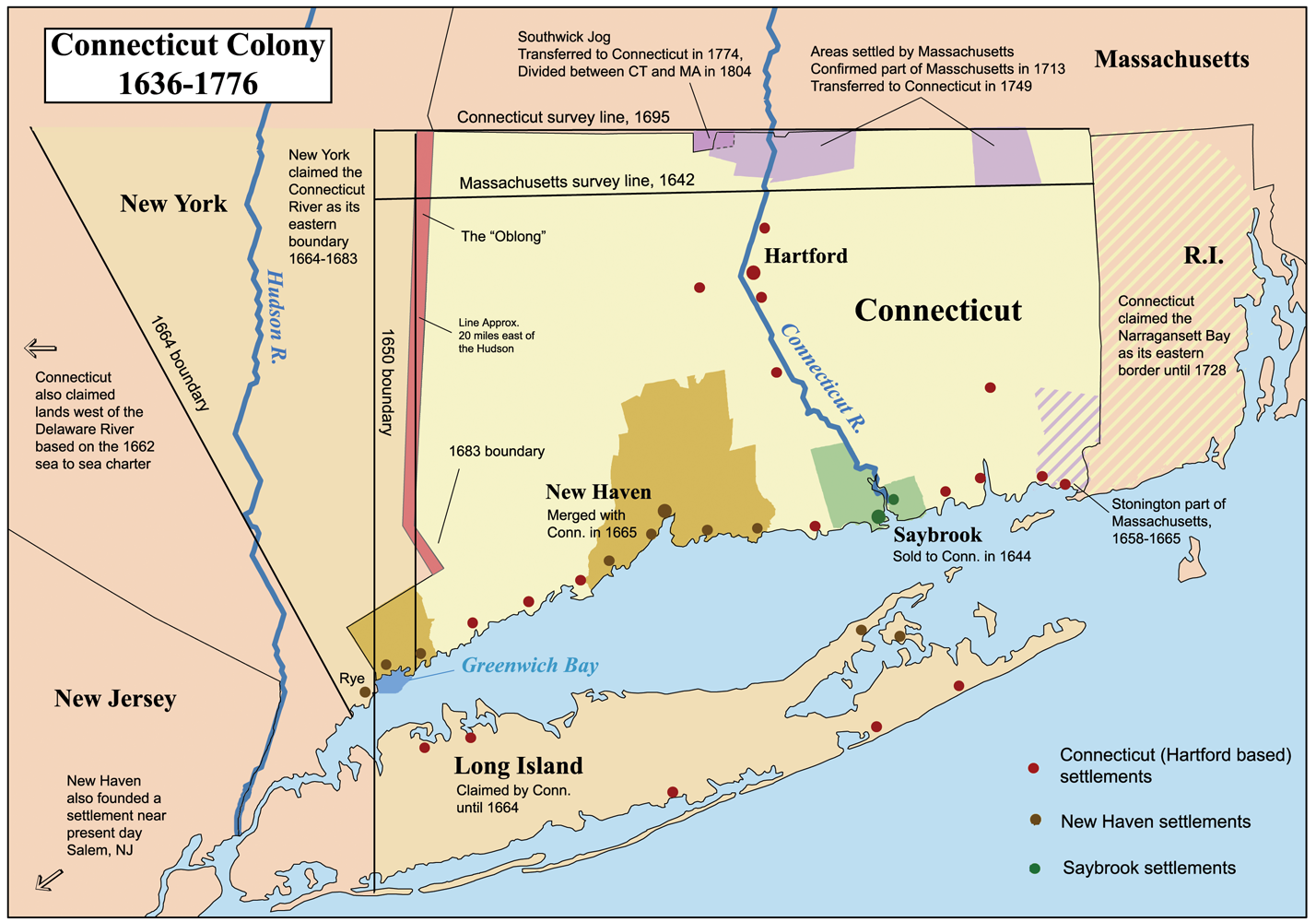
Eine Karte von den Kolonien Connecticut, New Haven und Saybrook

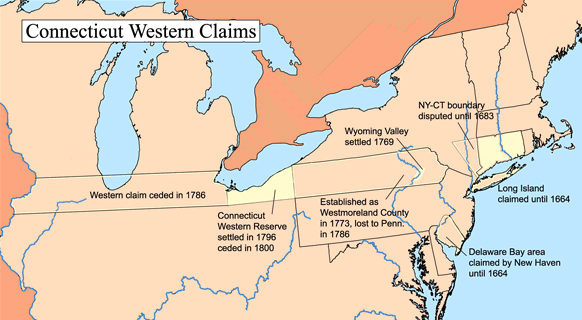
Die Karte zeigt Connecticuts westliche Landansprüche

Die Colony of Connecticut, ursprünglich River Colony, wurde am 3. März 1636 als puritanische Siedlung gegründet. Sie war Vorgänger des heutigen US-Bundesstaates Connecticut. Nach den frühen Kämpfen mit den Holländern errangen die Engländer in den späten 1630er Jahren dauerhaft die Kontrolle über die Kolonie. Die Kolonie war dann Schauplatz eines blutigen Krieges zwischen den Engländern und den Ureinwohnern Amerikas. Ferner spielte sie eine bedeutende Rolle bei der Etablierung der Selbstverwaltung in der Neuen Welt durch ihre legendäre Weigerung, die lokalen Amtsbefugnisse an die Dominion of New England abzutreten, besser bekannt als der Charter Oak-Zwischenfall. Zwei andere englische Kolonien auf dem heutigen Staatsgebiet des Bundesstaates Connecticut wurden mit der Colony of Connecticut zusammengelegt: die Saybrook Colony 1644 und die New Haven Colony 1662.

## Geschichte
Die ersten Europäer in diesem Gebiet waren Mitglieder der holländischen Expedition des Forschers Adriaen Block, der 1614 durch den Long Island Sound segelte und den Connecticut River hinauf zu dem heutigen Hartford fuhr, wo er den Pequot begegnete, die in diesem Gebiet lebten. Holländische Kaufleute aus New Amsterdam betrieben seit den 1620er Jahren Pelzhandelsstationen entlang des Connecticut Rivers (ndl. Versche rivier), vor allem das Huy de Goede Hoop ‚Haus der guten Hoffnung‘, das sich am Park River befand, wo dieser in den Connecticut River fließt. An dieser Stelle befindet sich heute Hartford.
Bis 1630 hatten die Engländer, Hollands Hauptrivale in Nordamerika, etliche Siedlungen an der Ostküste von Neuengland, einschließlich der Plymouth Colony 1620, der New Hampshire Colony 1623, sowie der Massachusetts Bay Colony 1630, gegründet. König Jakob I. von England gewährte dem Earl of Warwick, Präsident des Council for New England, das Recht im Gebiet westlich der Narragansett Bay bis zum Pazifischen Ozean zu siedeln. 1631 übermittelte der Earl of Warwick 15 puritanischen Lords in England die Bewilligung als eine potentielle Zufluchtsstätte in Nordamerika. Zu den Patentees (Privilegierten) gehörten William Fiennes, 1. Viscount Saye and Sele, Robert Greville, 2. Baron Brooke, sowie Colonel George Fenwick. 1635 bevollmächtigten die Patentees John Winthrop, Jr., Sohn des Gouverneurs der Massachusetts Bay Colony, als Gouverneur der „River Colony“.
Winthrop kam im Oktober 1635 in Boston an und hörte kurz darauf, dass die Holländer planen würden, die Mündung des Connecticut River an einer Stelle, die Pasbeshauke genannt wird, in Besitz zu nehmen. Um dem zu entgegnen, schickte Winthrop eine kleine Bark (Kanu) mit 20 Zimmermännern und anderen Arbeitern unter dem Kommando des Lieutenant Edward Gibbons und Sergeant Simon Willard zur Mündung des Connecticut Rivers. Die Expedition landete am 24. November 1635 nahe der Flussmündung, am Westufer des heutigen Old Saybrook und fand das an einen Baum genagelte holländische Wappen. Sie rissen das Wappen herunter und ersetzten es durch ein Schild, das mit einem grinsenden Gesicht bemalt war. Sie errichteten eine Batterie von Kanonen und bauten ein kleines Fort. Als das holländische Schiff einige Tage später zurückkehrte, sichtete es die Kanonen und die englischen Schiffe, so dass es sich zurückzog. Winthrop benannte die Stelle zu Ehren von Fiennes (Viscount Saye) und Lord Brooke um und nannte sie von nun an Point Sayebrooke.
Englische Siedler aus den anderen Kolonien von Neuengland zogen in den 1630er Jahren in das Connecticut Valley. 1633 führte William Holmes eine Gruppe von Siedlern aus der Plymouth Colony zum Connecticut Valley, wo sie die Stadt Windsor gründeten, wenige Meilen nördlich von dem holländischen Handelsposten. 1644 errichteten John Oldham und eine Handvoll von Familien aus Massachusetts provisorische Häuser im Gebiet von Wethersfield, wenige Meilen südlich des holländischen Außenpostens. In den nächsten zwei Jahren trafen 30 weitere Familien aus Watertown, Massachusetts ein und gesellten sich zu Oldhams Anhängern bei Wethersfield. Die englische Bevölkerung in dem Gebiet explodierte 1636, als der Geistliche Thomas Hooker 100 Siedler, einschließlich Richard Risley, mit 130 Stück Vieh in einem Treck aus Newton (heute Cambridge) von der Massachusetts Bay Colony an das Ufer des Connecticut Rivers führte. Dort gründeten sie Hartford, das sich gegenüber dem Park River bei dem alten holländischen Fort befand. Diese Siedler versuchten eine neue Kirchengemeinde mit ihren eigenen Regeln und Statuten zu gründen. Der Historiker Henry S. Cohn schrieb: „Sie verspürten einen Groll gegenüber der Macht der Friedensrichter, da diese nicht vom Volk gewählt wurden. Jedoch wünschten sie auch ihren Grundbesitz auszudehnen ...“
1637 bildeten die drei Städte am Connecticut River, Windsor, Hartford und Wethersfield wegen des Kampfes im Pequot War eine gemeinsame Regierung. Im Sommer 1638 setzten die Städte ihre Fundamental Orders auf, worin sie ihre Gesetze, Gewaltenteilung, sowie Regierungsstruktur festlegten. Diese wurden am 14. Januar 1639 durch das Connecticut Council angenommen und durch Thomas Welles in die amtlichen Aufzeichnungen übertragen. Connecticut erhielt 1662 eine königliche Charter und wurde eine offizielle Kronkolonie.
Die New Haven Colony war ein eigenständiges Gebilde. Sie wurde durch die Charter von 1662 mit Connecticut zusammengelegt, wobei die Bürger von New Haven erst am 5. Januar 1665 dafür stimmten. Wesentlicher Grund war der starke Druck Englands, der daher rührte, das New Haven drei der Richter beherbergt hatte, die König Charles I. 1649 zum Tode verurteilten. Als die Charter später beschlagnahmt werden sollte, versteckte sie ein Bürger in einem Eichenstamm (der Charter Oak).
Die New Haven Colony machte 1641 in einem Vertrag mit dem Lenape Stamm den Anspruch auf alles Land östlich und westlich des Delaware River klar. Die Kolonie errichtete daraufhin dort die erste Siedlung ihrer Art im modernen Philadelphia. Die Bewohner von Neuschweden und New Amsterdam vereitelten Siedlungsversuche auf ihren Gebieten. Während New Haven seine Eigenständigkeit später aufgab, bildete der Lenape-Vertrag die Grundlage von Connecticuts »sea to sea« Anspruch auf alles Land östlich und westlich des Delaware vom Atlantischen Ozean bis hin zum Pazifischen Ozean.
Die Colony of Connecticut war eine der Dreizehn Kolonien in Nordamerika, die sich 1776 in der Unabhängigkeitserklärung der Vereinigten Staaten vom Mutterland Großbritannien lossagten.

## Leitende Persönlichkeiten
Thomas Hooker, ein prominenter puritanischer Pastor, und Gouverneur John Haynes der Massachusetts Bay Colony, die 1636 100 Leute nach Hartford führten, werden oft als die Begründer der Colony of Connecticut erachtet. Hookers Predigt über Regierungsleitsätze an seine Gemeinde am 31. Mai 1638 beeinflusste jene, die im selben Jahr die Fundamental Orders of Connecticut verfassen würden. Die Fundamental Orders können wohl durch Roger Lodlow aus Windsor, dem einzigen ausgebildeten Juristen, der in Connecticut in den 1630er Jahren lebte, entworfen und durch Thomas Welles dann in die amtlichen Aufzeichnungen übertragen worden sein.
Reverend John Davenport und der Kaufmann Theophilus Eaton werden als die Begründer der New Haven Colony erachtet, welche dann in den 1660er Jahren in die Colony of Connecticut eingegliedert wurde.
In den frühen Jahren der Kolonie konnten die Gouverneure keine nacheinander folgenden Amtszeiten dienen. Dies war auch der Hintergrund, dass über 20 Jahre das Gouverneursamt zwischen John Haynes und Edward Hopkins rotierte, die beide aus Hartford stammen. George Wyllys, Thomas Welles und John Webster, ebenfalls Männer aus Hartford, hatten auch das Gouverneursamt für kurze Amtsperioden in den 1640er und 1650er inne.
John Winthrop Jr. aus New London, der Sohn des Begründers der Massachusetts Bay Colony, spielte eine wichtige Rolle bei der Konsolidierung von eigenständigen Siedlungen am Connecticut River in eine einzige Kolonie. Ferner war er auch zwischen 1659 und 1675 Gouverneur von Connecticut. Winthrop war auch entscheidend bei der Beschaffung der kolonialen Charter von 1662, welche New Haven mit Connecticut vereinigte. Sein Sohn Fitz-John Winthrop war auch Gouverneur der Kolonie und zwar für zehn Jahre, beginnend 1698.
Roger Lodlow war ein Jurist, der in Oxford seinen Abschluss gemacht hatte, sowie ein früher Vizegouverneur der Massachusetts Bay Colony, der den General Court um das Recht ersuchte, in diesem Gebiet zu siedeln. Ludlow führte auch die March Commission bei Siedlungsstreitigkeiten über Landrechte. Er wird auch als Mitverfasser der Fundamental Order of Connecticut (1650) unter Mitarbeit mit Hooker, Winthrop und anderen angesehen. Ludlow war der erste Vizegouverneur von Connecticut.
William Leete aus Guilford war Gouverneur der New Haven Colony, bevor die Kolonie mit Connecticut verschmolz. Nach John Winthrops Tod 1675 trat er seine Nachfolge als Gouverneur der Colony of Connecticut an. Ferner ist er der einzige Mann, der Gouverneur von New Haven und Connecticut war.
Robert Treat aus Milford war Gouverneur der Kolonie vor und nach deren Aufnahme in Sir Edmund Andros’ Dominion of New England. Sein Vater, Richard Treat, war einer der ursprünglichen Patentees der Kolonie.
Die Kolonie erfreute sich einer Reihe von starken Gouverneuren im 18. Jahrhundert, viele wurden jährlich, bis sie starben, wiedergewählt. Nach dem Tod von Fitz-John Winthrop wurde Gurdon Saltonstall, Winthrops Pastor in New London, zum Gouverneur gewählt. Saltonstall war der einzige Pastor, der Gouverneur von Connecticut wurde, und widerlegte die häufige Fehlannahme, dass kein puritanischer Geistlicher ein politisches Amt ausüben könnte. Nach Saltonstalls Tod wurde Vizegouverneur Joseph Talcott aus Hartford Gouverneur. Vizegouverneur Jonathan Law aus Milford folgte nach Talcotts Tod in diese Stellung. Als Jonathan Law verstarb, wurde Vizegouverneur Roger Wolcott aus Windsor Gouverneur. Wolcott war der Vater von Oliver Wolcott, dem Unterzeichner der Amerikanischen Unabhängigkeitserklärung. Ferner wurde er 1754 für seine Rolle bei dem spanischen Schiffsfall abgewählt. Wolcotts Nachfolger war Thomas Fitch aus Norwalk. Er führte die Kolonie durch den Siebenjährigen Krieg, wurde aber selbst 1766 aus dem Amt gewählt, da er sich nicht deutlich genug gegen den Stamp Act aussprach. William Pitkin aus Hartford (heute East Hartford), der Mann, der Fitch schlug, war ein Führer bei den Sons of Liberty und auch der Cousin des früheren Gouverneurs Roger Wolcott. Pitkin verstarb 1769 im Amt und wurde durch Vizegouverneur Jonathan Trumbull senior, einen Kaufmann aus Lebanon, ersetzt. Trumbull, auch ein Unterstützer der Sons of Liberty, wurde nach dem Unabhängigkeitskrieg auch zum Gouverneur gewählt und blieb in dieser Stellung bis 1784, als er zurücktrat – ein Jahr nach der Unterzeichnung des Pariser Vertrags von 1783, welcher den Vereinigten Staaten ihre Unabhängigkeit von Großbritannien garantierte.

## Die Gouverneure der Colony of Connecticut
Zwischen 1639 und 1776 hatten folgende Personen das Amt des Gouverneurs der Colony of Connecticut inne:
- John Haynes (1639–1640), erste Amtszeit
- Edward Hopkins (1640–1641), erste Amstezit
- John Haynes (1641–1642), zweite Amtszeit
- George Wyllys (1642–1643)
- John Haynes (1643–1644), dritte Amtszeit
- Edward Hopkins (1644–1645), zweite Amtszeit
- John Haynes (1645–1646), vierte Amtszeit
- Edward Hopkins (1646–1647), dritte Amtszeit
- John Haynes (1647–1648), fünfte Amtszeit
- Edward Hopkins (1649–1650), vierte Amtszeit
- John Haynes (1650–1651), sechste Amtszeit
- Edward Hopkins (1651–1652), fünfte Amtszeit
- John Haynes (1652–1653), siebte Amtszeit
- Edward Hopkins (1653–1654), sechste Amtszeit
- John Haynes (1654–1655), achte Amtszeit
- Edward Hopkins (1655–1656), siebte Amtszeit
- Thomas Welles (1655–1656), erste Amtszeit
- John Webster (1656–1657)
- John Winthrop, Jr. (1657–1658), erste Amtszeit
- Thomas Welles (1658–1659), zweite Amtszeit
- John Winthrop Jr. (1659–1676), zweite Amtszeit
- William Leete (1676–1683)
- Robert Treat (1683–1698),
- Fitz-John Winthrop (1698–1707)
- Gurdon Saltonstall (1708–1724)
- Joseph Talcott (1724–1741)
- Jonathan Law (1741–1750)
- Roger Wolcott  (1750–1754)
- Thomas Fitch  (1754–1766)
- William Pitkin (1766–1769)
- Jonathan Trumbull (1769–1776)

Die Liste der Gouverneure des US-Bundesstaates Connecticut findet sich hier.

## Rolle der Religion
Wie die Massachusetts Bay Colony, wurde auch Connecticut durch Puritaner gegründet, welche die Congregational Church gründeten, die Staatskirche der Kolonie. Steuergelder unterstützten deren Pastoren; und Kolonisten, die die Sonntagsgottesdienste nicht besuchten, erhielten Geldstrafen. Bis 1708 war die Congregational Church die einzig zugelassene Religionsgemeinschaft in Connecticut. In jenem Jahr aber erkannte die Kolonie „wohlerwogene Abweichungen“ an und erließ bestimmten anderen Religionsgemeinschaften, insbesondere der anglikanischen und der baptistischen, die Zahlung von Steuern zur Unterstützung der Staatskirche, selbstverständlich vorausgesetzt, dass sie zu ihrer eigenen Kirche beitrugen. 1708 nahm die Kolonie auch die Saybrooke Platform an, welche der Kirche die Hoheit über die lokalen Gemeinden wegnahm und in die Hände von kolonieweiten Vereinigungen gab, die die Pastoren kontrollierten.
1701 beschloss die General Assembly die Gründung der Collegiate School, mit der Aufgabe neue Gemeindepastoren für die Kolonie auszubilden. Nach der Unterbringung in Killingworth, Saybrook und Wethersfield fand die Schule 1716 schließlich ihren dauerhaften Sitz in New Haven. 1718 erfolgte eine beträchtliche Schenkung von Elihu Yale, einem wohlhabenden englischen Geschäftsmann, der in Boston geboren wurde, so dass der Institutsname in Yale College geändert wurde. In den frühen 1720er Jahren gab es in Yale eine religiöse Auseinandersetzung, als dem Schulrektor Rev. Timothy Cutler, sowie einem der Lehrer und zwei benachbarten Pastoren, vorgeworfen wurde, zum Anglikanismus konvertiert zu sein. Entschlossen die Orthodoxie im Institut durchzusetzen, entließ 1722 die Schulverwaltung den Rev. Cutler und den Lehrer. Ferner fasste sie einen Beschluss, der verlangte, dass in der Zukunft alle Rektoren und Lehrer ihr Einverständnis zur Saybrook Platform beteuern müssten.
Das Great Awakening sandte Mitte des 18. Jahrhunderts eine Schockwelle durch die Kolonie und spaltete die Congregational Church. Jene, die dem Awakening folgten, wurden New Lights genannt, während jene, die es ablehnten, Old Lights genannt wurden. Unzufrieden mit dem häufig nüchternen Dienst ihrer aktiven Pastoren versuchten die New Lights in vielen Städten eigene religiöse Gesellschaften oder Kirchen zu bilden. Häufig widersetzten sich die Old Lights diesen Bemühungen, argumentierend, dass die New Lights weder sachlich (wegen der emotionalen Art ihres Dienstes) noch homogen (da sie fortfuhren Congregationalists zu sein) waren. 1741 versuchten die Old Lights die Awakening-Bewegung zu unterdrücken, indem die General Assembly ein Gesetz verabschiedete, das den reisenden Pastoren das Predigen in einer Stadt Connecticuts ohne die Einladung des Stadtpastors verbot. Viele Historiker glauben, dass dieses Gesetz der Funke war, der zur Schaffung der Issue Politics in der Kolonie führte.
Während des Amerikanischen Unabhängigkeitskriegs blieben viele koloniale Anglikaner, von denen die meisten in Fairfield County lebten, Loyalisten. Ein Anglikaner, Moses Dunbar aus Bristol, wurde wegen Landesverrats verurteilt und gehängt, weil er ein Loyalist war.
Der Congregationalismus blieb über die revolutionäre Periode hinweg als die Staatskirche Connecticuts bestehen, obwohl mit der Zeit mehr Denominationen als „wohlerwogen abweichend“ zugelassen wurden. Mit der Annahme von Connecticuts Staatsverfassung von 1818 wurde die Congregational Church abgeschafft, und es kam in Connecticut somit zu einer Trennung von Kirche und Staat.